# 玛依努尔·尼亚孜
玛依努尔·尼亚孜（1953年—），新疆库车人，维吾尔族，中华人民共和国政治人物、全国人民代表大会新疆地区代表。
毕业于日本医科大学妇产科专业。加入中国共产党。担任新疆维吾尔自治区人民医院副院长。2008年起担任全国人大代表。2013年，担任全国人大代表。